# Список авиакомпаний Сомали
Это список авиакомпаний Сомали, которые разделены на действующие и прекратившие деятельность.